# Euro Hockey Tour 2001/2002
Euro Hockey Tour 2001/2002 var den sjätte upplagan av Euro Hockey Tour, och vanns av Finland före Ryssland och Sverige. Kanada deltog i Sweden Hockey Games, men utom tävlan i Euro Hockey Tour.
För första gången tillämpades straffslag vid oavgjorda matcher.

## Turneringar

### Česká Pojišťovna Cup
Finland vann Česká Pojišťovna Cup.

#### Slutställning
| Lag      | Spelade | Vinster | Vinster i övertid | Förluster | Förluster i övertid | Gjorda mål | Insläppta mål | Poäng |
| -------- | ------- | ------- | ----------------- | --------- | ------------------- | ---------- | ------------- | ----- |
| Finland  | 3       | 3       | 0                 | 0         | 0                   | 9          | 3             | 9     |
| Ryssland | 3       | 2       | 0                 | 0         | 1                   | 10         | 9             | 4     |
| Sverige  | 3       | 1       | 0                 | 0         | 2                   | 8          | 9             | 4     |
| Tjeckien | 3       | 0       | 0                 | 0         | 3                   | 5          | 11            | 1     |

### Sweden Hockey Games
Sverige vann Sweden Hockey Games.

#### Slutställning
| Lag      | Spelade | Vinster | Vinster i övertid | Förluster | Förluster i övertid | Gjorda mål | Insläppta mål | Poäng |
| -------- | ------- | ------- | ----------------- | --------- | ------------------- | ---------- | ------------- | ----- |
| Sverige  | 4       | 2       | 1                 | 1         | 0                   | 15         | 9             | 9     |
| Tjeckien | 4       | 2       | 1                 | 1         | 0                   | 14         | 7             | 8     |
| Finland  | 4       | 2       | 0                 | 0         | 2                   | 12         | 7             | 6     |
| Ryssland | 4       | 1       | 1                 | 1         | 1                   | 9          | 10            | 6     |
| Kanada   | 4       | 0       | 0                 | 1         | 3                   | 10         | 17            | 1     |

### Baltica Brewery Cup
Tjeckien vann Baltica Brewery Cup.

#### Slutställning
| Lag      | Spelade | Vinster | Vinster i övertid | Förluster | Förluster i övertid | Gjorda mål | Insläppta mål | Poäng |
| -------- | ------- | ------- | ----------------- | --------- | ------------------- | ---------- | ------------- | ----- |
| Tjeckien | 3       | 2       | 1                 | 0         | 0                   | 12         | 5             | 8     |
| Ryssland | 3       | 1       | 1                 | 0         | 1                   | 7          | 7             | 5     |
| Sverige  | 3       | 0       | 1                 | 1         | 1                   | 8          | 10            | 3     |
| Finland  | 3       | 0       | 0                 | 2         | 1                   | 7          | 11            | 2     |

### Karjala Tournament
Finland vann Karjala Tournament.

#### Slutställning
| Lag      | Spelade | Vinster | Vinster i övertid | Förluster | Förluster i övertid | Gjorda mål | Insläppta mål | Poäng |
| -------- | ------- | ------- | ----------------- | --------- | ------------------- | ---------- | ------------- | ----- |
| Finland  | 3       | 2       | 1                 | 0         | 0                   | 10         | 5             | 8     |
| Ryssland | 3       | 1       | 1                 | 0         | 1                   | 8          | 5             | 5     |
| Sverige  | 3       | 1       | 0                 | 1         | 1                   | 7          | 7             | 4     |
| Tjeckien | 3       | 0       | 0                 | 3         | 0                   | 6          | 14            | 0     |

## Slutställning Euro Hockey Tour 2001/2002
| Lag      | Spelade | Vinster | Vinster i övertid | Vinster på straffslag | Förluster på straffslag | Förluster i övertid | Förluster | Gjorda mål | Insläppta mål | Poäng |
| -------- | ------- | ------- | ----------------- | --------------------- | ----------------------- | ------------------- | --------- | ---------- | ------------- | ----- |
| Finland  | 12      | 6       | 0                 | 1                     | 2                       | 0                   | 3         | 34         | 33            | 22    |
| Ryssland | 12      | 3       | 0                 | 4                     | 2                       | 0                   | 3         | 30         | 29            | 19    |
| Sverige  | 12      | 3       | 0                 | 2                     | 3                       | 1                   | 3         | 31         | 31            | 17    |
| Tjeckien | 12      | 3       | 1                 | 1                     | 1                       | 0                   | 6         | 34         | 36            | 14    |

### Fotnoter
1. ↑  ”Euro Hockey Tour” (på engelska). AZ Hockey. Arkiverad från Hockey Tour originalet den 3 mars 2016. https://web.archive.org/web/20160303204558/http://www.azhockey.com/champs/champsOthers.html#Euro. Läst 20 januari 2016.